# Зелёный сорокопутовый виреон
Зелёный сорокопутовый виреон (лат. Vireolanius pulchellus) — вид птиц из семейства виреоновых. Выделяют 4 подвида.

## История открытия и изучения
Вид был описан (из Гватемалы) в 1859 году Филипом Склейтером и Осбертом Сэльвином.

## Описание
Длина тела 13,5—14,5 см, масса 22—30 г. Половой диморфизм не выражен. У самцов номинативного подвида корона и затылок лазурно-голубые; в центре короны зелёные пятна. Верхняя часть тела, включая бока головы, ярко-зелёная. Подбородок и горло жёлтые; остальная часть нижней части тела светло-желтовато-зелёная, темно-зелёная по бокам. Нижние кроющие хвоста зеленовато-жёлтые. У молодых особей голова и верхняя часть тела оливково-зелёные с грязно-бледно-жёлтым надбровьем и усами, нечёткие грязно-бледно-лимонные крылья; горло и нижняя часть тела тускло-желтоватые.

## Ареал
Обитают на территории Белиза, Колумбии, Коста-Рики, Сальвадора, Гватемалы, Гондураса, Мексики, Никарагуа и Панамы.

## Жизненный цикл
Питаются в основном членистоногими, но также фруктами и ягодами. Встречаются в парах, иногда в составе смешанных стаек птиц разных видов.

## Систематика
Выделяют следующие подвиды:
- V. p. ramosi A. R. Phillips, 1991
- V. p. pulchellus P. L. Sclater & Salvin, 1859
- V. p. verticalis Ridgway, 1885
- V. p. viridiceps Ridgway, 1903

Предлагается еще один подвид, dearborni, пока что включаемый в номинативный. Однако его выделение ждет обоснования.

## Консервация
МСОП присвоил виду охранный статус Вызывающие наименьшие опасения.